# John Theophilus Desaguliers
John Theophilus Desaguliers, angleški filozof, * 12. marec 1683, † 29. februar 1744.
Bil je asistent Isaaca Newtona pri eksperimentih. Velja za izumitelja planetarija.